# Grodno
Grodno (bělorusky Гродна, Hrodna (v taraškevici Горадня, Horadňa); rusky Гродно; polsky Grodno; litevsky Gardinas; německy Garten) je historické město v západním Bělorusku, velmi blízko hranic s Polskem a nedaleko hranic s Litvou. Protéká jím řeka Němen. Je centrem Hrodenské oblasti a počtem obyvatel (361 115) se řadí na 5. místo v zemi. Mezi lety 1920/1921 a 1939 náleželo město Polsku; dodnes zde žije silná polská menšina (24,8 % obyvatel) a sídlí Svaz Poláků v Bělorusku. Grodno mělo od roku 1389 také početnou židovskou komunitu (roku 1788 zde byla vydána první hebrejská kniha na ruském území), která byla vyhlazena za druhé světové války.

## Historie
Město je poprvé připomínáno k roku 1128 v Pověsti dávných let, patřilo k nejvýznamnějším sídlům Černé Rusi. V lednu 1706 se konala bitva u Grodna, která byla součástí severní války. Po třetím rozdělení Polska v roce 1795 bylo Grodno začleněno do hranic carského Ruska a poslední polský král Stanisław August Poniatowski zde abdikoval. V září 1939 zde proběhly boje mezi polskou a sovětskou armádou. Dominantou města je Báthoryho zámek, založený v 11. století a přestavěný v duchu italské renesance, v němž zasedal Sejm grodzieński a který slouží jako muzeum. Významnými památkami jsou také synagoga ze 16. století a římskokatolická katedrála sv. Františka Xaverského, vysvěcená roku 1705. Roku 1984 byla nad městem postavena 254 m vysoká televizní věž. Město je významným dopravním uzlem s velkým nádražím a letištěm, sídlí zde chemický kombinát Grodno Azot a továrna na cigarety Neman.

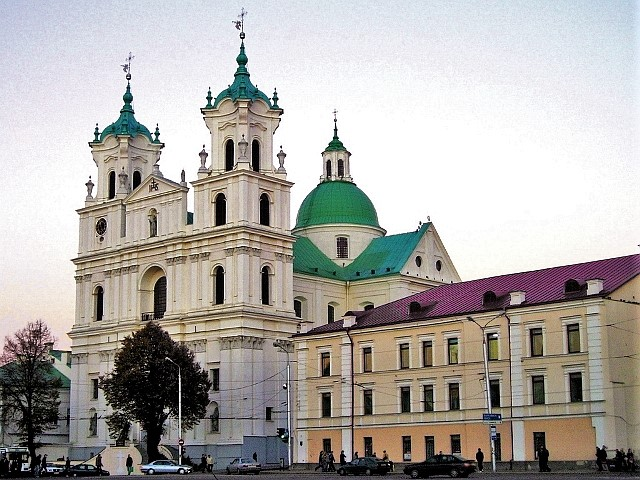
Báthoryho náměstí

## Sport
- FK Neman Hrodna – fotbalový klub

## Vzdělávání
- Univerzita Janka Kupaly, založená roku 1940

## V kultuře
Uladzimir Karatkevič zasadil do Grodna děj svého historického románu Evangelium podle Jidáše aneb Druhý příchod Páně.

## Osobnosti
- Zygmunt Wróblewski (1845–1888), chemik
- Léon Bakst (1866–1924), malíř
- Robert Wartenberg (1887–1956), neurolog
- Meyer Lansky (1902–1983), šéf organizovaného zločinu
- Ejtan Livni (1919–1991), politik
- Paul Baran (1926–2011), informatik
- Olga Korbutová (* 1955), gymnastka
- Igor Astapkovič (* 1963), atlet
- Valerij Levoněvskij (* 1963), politik
- Janina Karolčiková (* 1976), atletka
- Svatý Kazimír

## Partnerská města
- Limoges, Francie (1978)
- Minden, Německo (1991)
- Druskininkai, Litva (2001)
- Chimki, Rusko (2005)
- Dzeržinsk, Rusko (2005)
- Vologda, Rusko (2007)
- Lazdijai, Litva (2008)
- Čeboksary, Rusko (2009)
- Alytus, Litva (2009)
- Aškelon, Izrael (2011)
- Kraljevo, Srbsko (2012)
- Tambov, Rusko (2015)
- Uchta, Rusko (2017)
- Južno-Sachalinsk, Rusko (2022)